# شادي أسود
شادي أسود (8 أغسطس 1979) مغني سوري شارك في برنامج المواهب الغنائية سوبر ستار بموسمه الأول عام 2003

## حياته
ولد في محافظة ادلب ولكنه تربى وعاش في دمشق وهو الرابع من بين اخوته جهاد، رويدة، شيرين، شادي، هادي، باسل، وسام
قام بدراسة المحاسبة والتجارة في جامعة حلب بالإضافة إلى دراسته للموسيقى
وكان أول ظهور فني له بعمر ال18 وذلك بمهرجان الاغنية السوري وادى خلاله أغنية خاصة له بعنوان غلبتيني ونال على اعجاب وتقدير الجميع كونه أصغر المشتركين

## سوبر ستار
أول ظهور عربي له كان من خلال برنامج السوبر ستار سنة 2003 في الموسم الأول له وقدم في التجارب اغنيتي طب ليه ل راغب علامة وخطرنا على بالك لطوني حنا
في المرحلة الثانية غنى أغنية معقول للفنان فضل شاكر وحل بالمرتبة الثالثة من خلال تصويت الجمهور ومن ثم تأهل للمرحلة الثالثة عن طريق أغنية كان يإ مكان للفنانة وردة الجزائرية وفي المرحلة الثالثة والأخيرة أدى مجموعة من الأغاني لكبار الفنانين العرب مثل طب ليه واه ياحلو وضحكة الدنيا وحل بالمرتبة السادسة

## الاغاني
أطلق شادي أغنية تعي لعندي سنة 2004 وقام بتصويرها على طريقة الفيديو كليب مع المخرج هاني خشفة وهي من ألحان نهاد نجار وكلمات منير بو عساف وتصدرت الاغنية كثير من سباقات الأغاني العربية ثم تلاها أغنية كوني اكيدة لنفس الملحن والشاعر وفي 19 شباط 2007 أدى ديو غنائي مع أخيه هادي أسود بعنوان يا خيي وهو من كلمات اخته شيرين والحانة وقدم على الحان المسلسل التركي سنوات الضياع أغنية بعنوان انا بدفع عمري وهي من كلماته أيضا
إضافة إلى عدد من الأغاني الوطنية والرومانسية ك (لم لا),(مريومة) والتي تعتبر من أغاني البيئة الشامية و (عقبال المية يا حياتي) التي أصدرها بمناسبة عيد الحب و (تعبت الكلام)

## الالبوم
أول البوم لشادي أسود كان بعنوان من سحرك
| الاغنية         | الشاعر       | الحان         | توزيع         | الوقت |
| بعدك زعلاني     | منير بوعساف  | وسام الأمير   | بودي نعوم     | 4:25  |
| ياحبيبي رد عليي | منير بو عساف | وسيم البستاني | وسيم بستاني   | 4:10  |
| ضحكتلها         | يحيى مرسي    | مصطفى محفوظ   | مدحت خميس     | 4:34  |
| رح صلي          | نزار فرنسيس  | رواد رعد      | ملحم أبو شديد | 4:24  |
| مافي قوة        | منير بو عساف | وسيم بستاني   | وسيم بستاني   | 4:22  |
| ما تكون مجنون   | منير بو عساف | نهاد نجار     | ايلي العليا   | 3:24  |
| من سحرك         | أحمد ماضي    | وسام الأمير   | بودي نعوم     | 3:44  |
| يا حبيبة قلبي   | منير بو عساف | رواد رعد      | وليد قبلان    | 4:05  |
| يا خيي          | شيرين أسود   | شادي أسود     | فادي مارديني  | 4:00  |
| كوني أكيدة      | منير بو عساف | نهاد نجار     | بلال الزين    | 4:08  |
| 100 كداب        | مصطفى مرسي   | مصطفى محفوظ   | مدحت خميس     | 4:11  |

وقام بتصوير اغنيتي ياحبيبة قلبي مع المخرج صفوان مصطفى نعمو وبعدك زعلاني مع المخرج هاني خشفة

## التمثيل
شارك شادي بعدد من الأعمال السورية كمسلسل اسال روحك مع الفنانة أماني الحكيم

بوستر المسرحية

وقام ببطولة مسرحية بعنوان زرياب إلى جانب هالة الصباغ وليندا بيطار غناء وليليا الاطرش، محمود خليلي، إياس أبو غزال، ومحمد خير الجراح تمثيلا، كما وحل ضيفا على مسلسل ماملكت أيمانكم للمخرج نجدة إسماعيل أنزور